# Jamie Ritchie

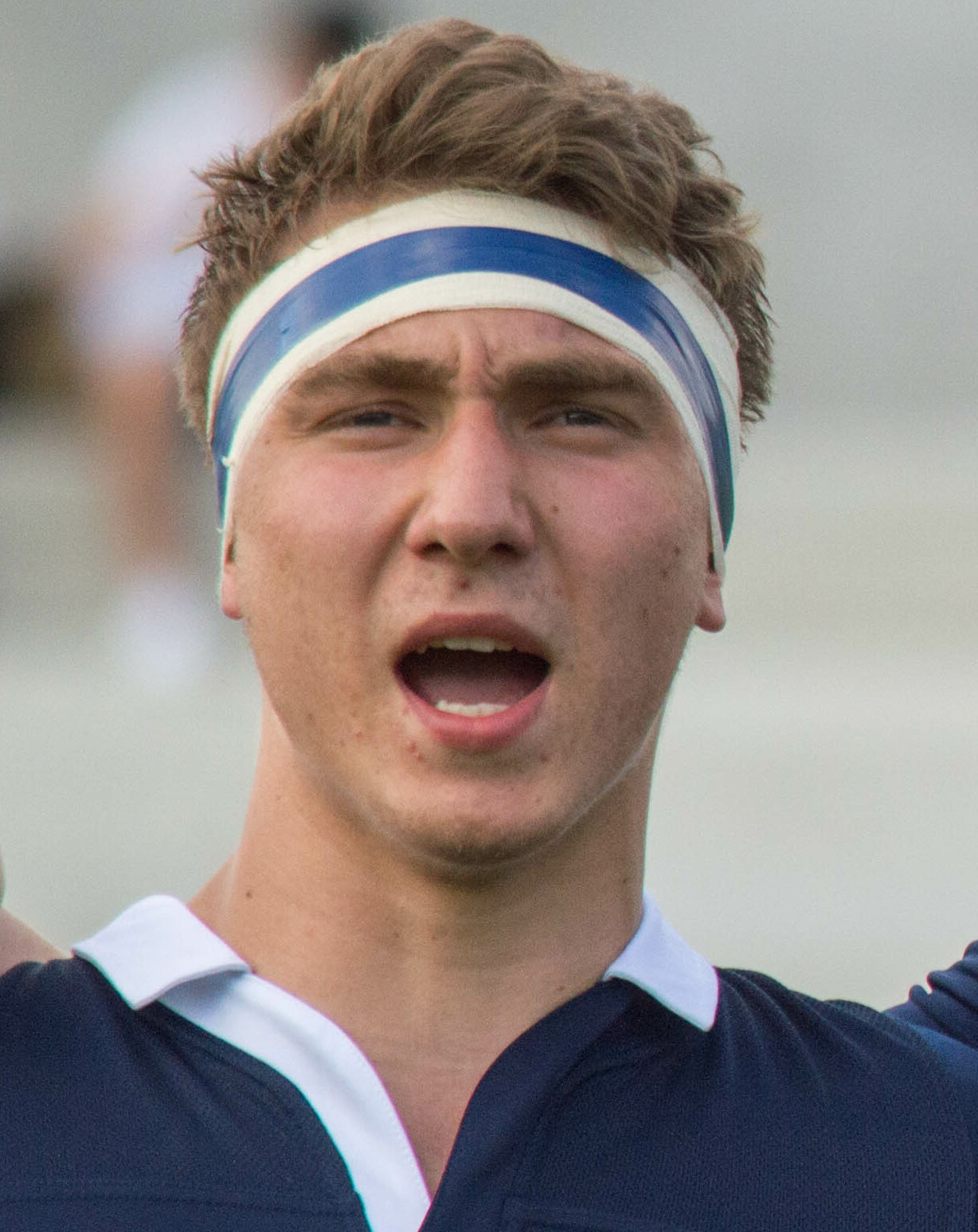
Jamie Ritchie

James Thomas Ritchie (Dundee, 16 de agosto de 1996) es un rugbista británico que se desempeña como ala y juega para Edinburgh Rugby de la euroafricana United Rugby Championship. Es internacional con el XV del Cardo desde 2018 y su actual capitán.

## Biografía
Empezó a jugar al rugby de niño, en el Dundee HSFP y tuvo como ídolo a Andy Nicol. También destacó en judo, resultando subcampeón en los campeonatos británicos de 2009 y campeón de las escuelas independientes británicas en 2010.

## Carrera
Fue reclutado al Edinburgh Rugby de adolescente e hizo su debut en la primera del equipo en octubre de 2014, contra el Leinster Rugby.
En enero de 2021 firmó el contrato más largo en la historia del equipo y el entrenador Richard Cockerill describió a Ritchie como un futuro capitán de Escocia: «Jamie es un excelente jugador joven con una vieja cabeza sobre sus hombros. Tiene un futuro muy brillante por delante y estamos encantados de que haya firmado un contrato a tan largo plazo. Su tasa de trabajo es inmensa, pero es la calidad del trabajo lo que lo distingue».

## Selección nacional
Representó a la selección juvenil en M16, M18 y M20. En el Campeonato Europeo M18 de 2014 fue el capitán y jugó como titular el Mundial Juvenil Nueva Zelanda 2014.
Gregor Townsend lo seleccionó al XV del Cardo para los partidos de prueba de mitad de año 2018 y debutó en la victoria 48–10 sobre Canadá en junio.
En el Torneo de las Seis Naciones 2020 fue elegido Jugador del partido ante Les Bleus y como anécdota durante la prueba había recibido un puñetazo del pilar francés Mohamed Haouas (fue expulsado). Repitió el reconocimiento días después, en la victoria 14–10 contra los Dragones rojos y fue la primera victoria escocesa en suelo galés desde el Seis Naciones 2002 (18 años).
En octubre de 2022 fue nombrado capitán. En total lleva 39 partidos jugados y cinco puntos marcados, hasta febrero de 2023.

### Participaciones en Copas del Mundo
Townsend lo llevó a Japón 2019 como titular indiscutido, pese a que se había fracturado el pómulo en el último partido de preparación (contra Georgia).